# 従軍聖職者

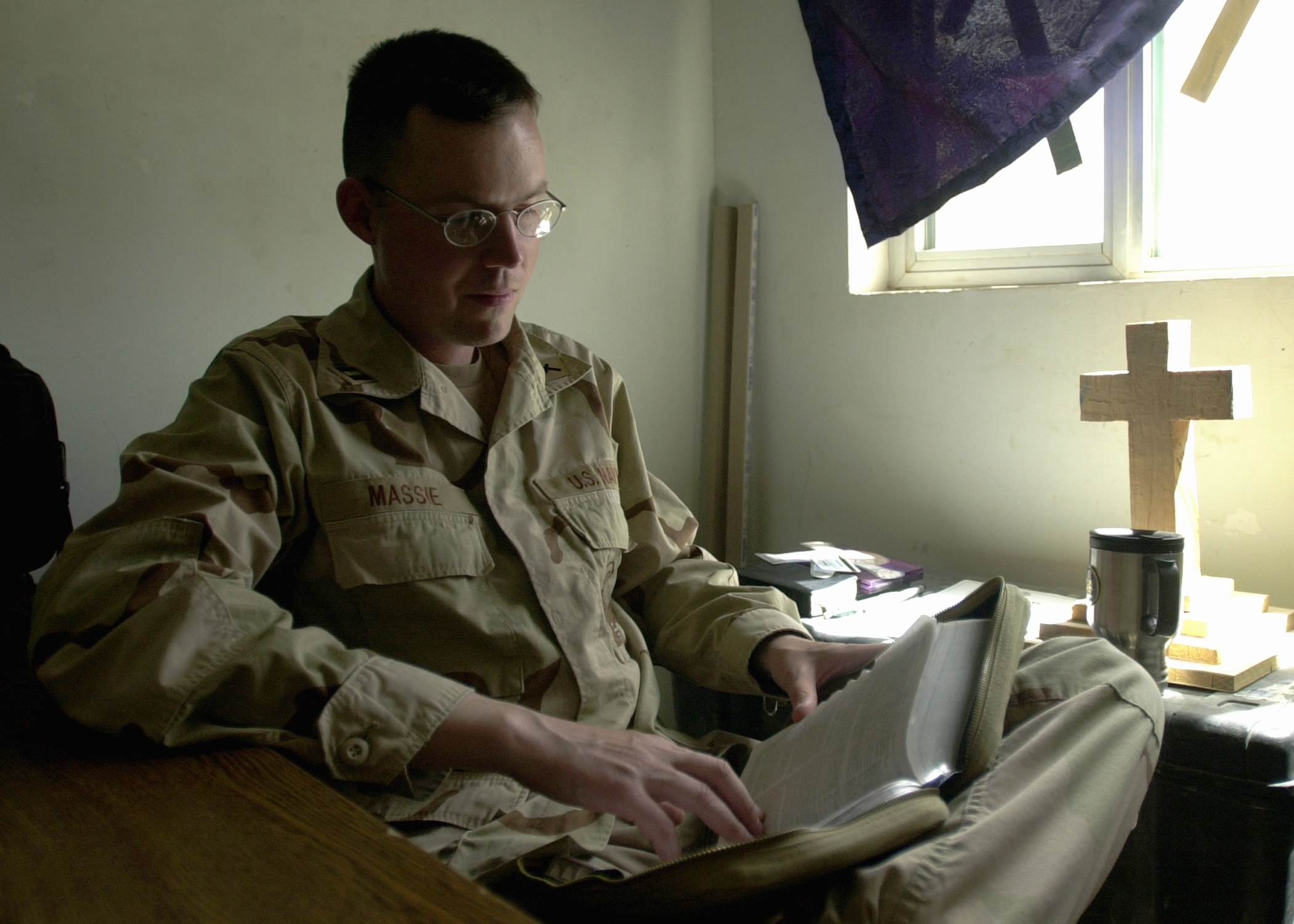
イラクのファルージャで、聖書を読むアメリカ海軍建設工兵隊Naval Mobile Construction Battalion所属の従軍牧師（階級は大尉）

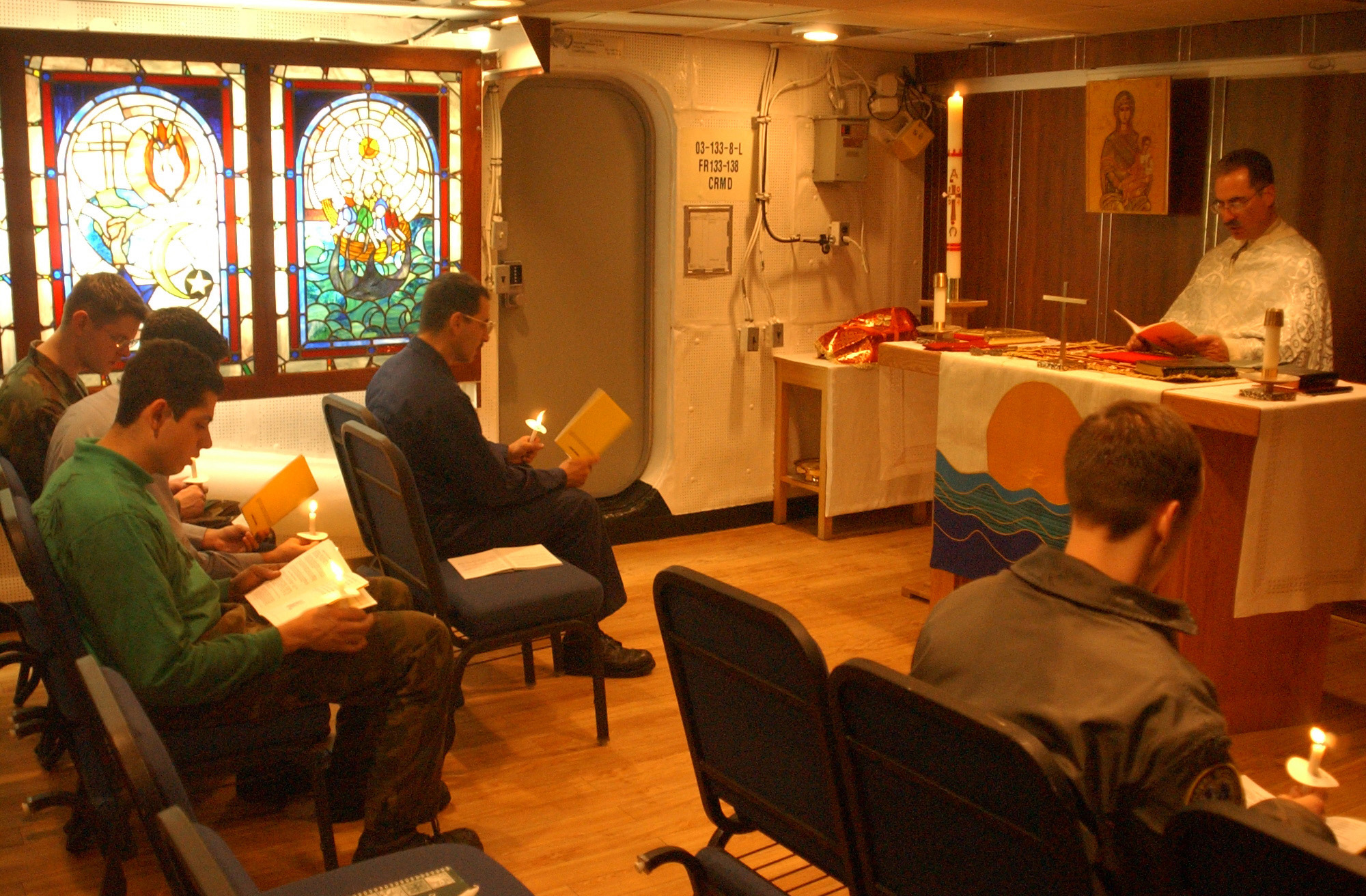
空母ハリー・S・トルーマン 艦内で、復活大祭の聖体礼儀を司式する正教会の従軍司祭と、参祷する乗組員達（2004年4月11日）

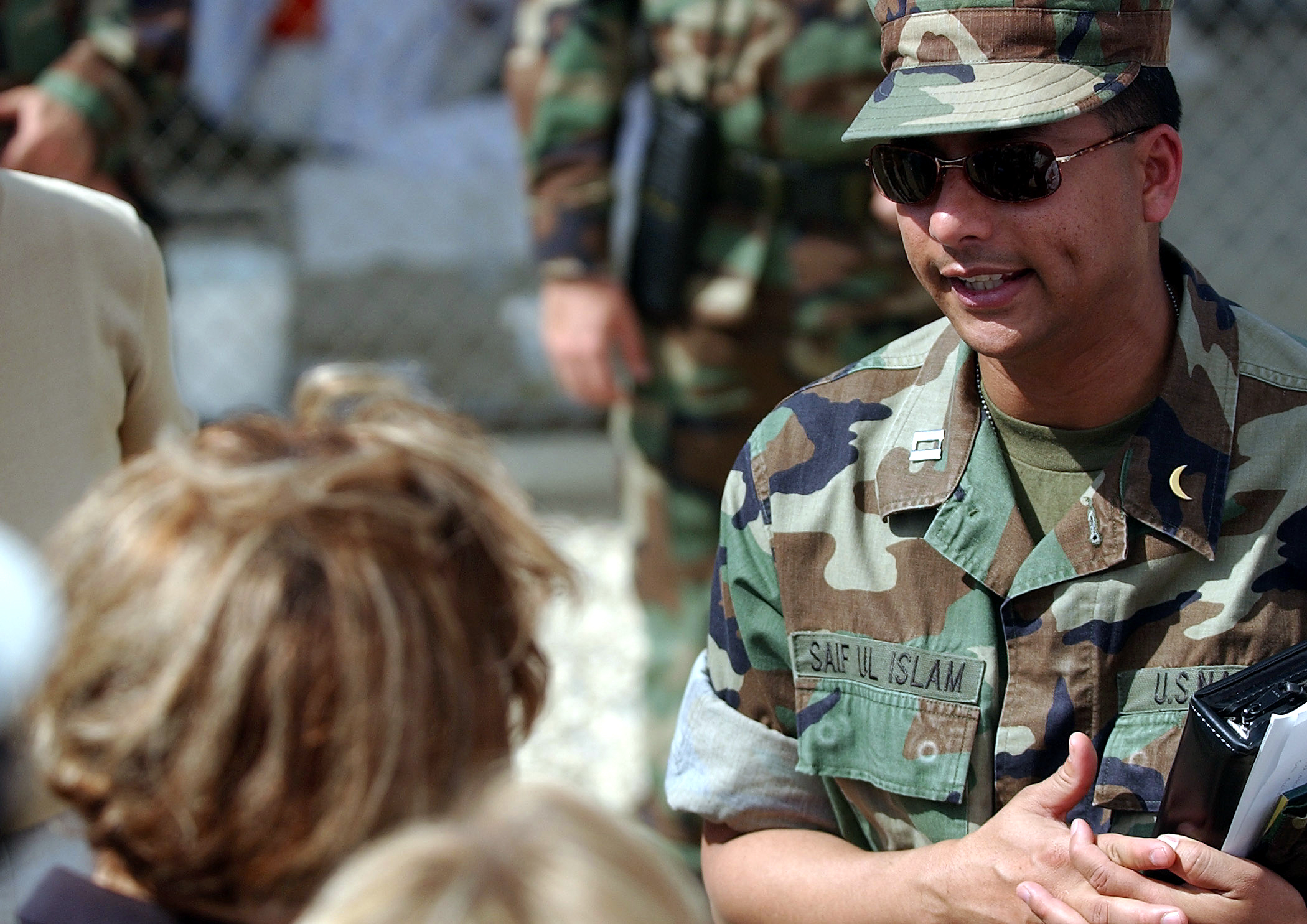
アメリカ海軍に所属するイスラム教の聖職者

従軍聖職者（じゅうぐんせいしょくしゃ、ミリタリーチャプレン、英語: military chaplain）は、軍隊内部で聖職者として活動する軍人または軍属のことである。
宗教に応じて、プロテスタントの聖職者として活動する軍人の場合は従軍牧師、正教会やカトリック教会の場合は従軍神父や従軍司祭と呼び分けられる場合もある。仏教の場合は（従軍僧）、浄土真宗本願寺派（西本願寺）の米国仏教団（BCA）はアメリカ軍で唯一の仏教従軍組織に認定している。また、国や時代によってはイスラム教、ユダヤ教などの従軍聖職者が存在する場合もある。本項目では、一般的な事柄については従軍聖職者の名称を用いる。

## 概要

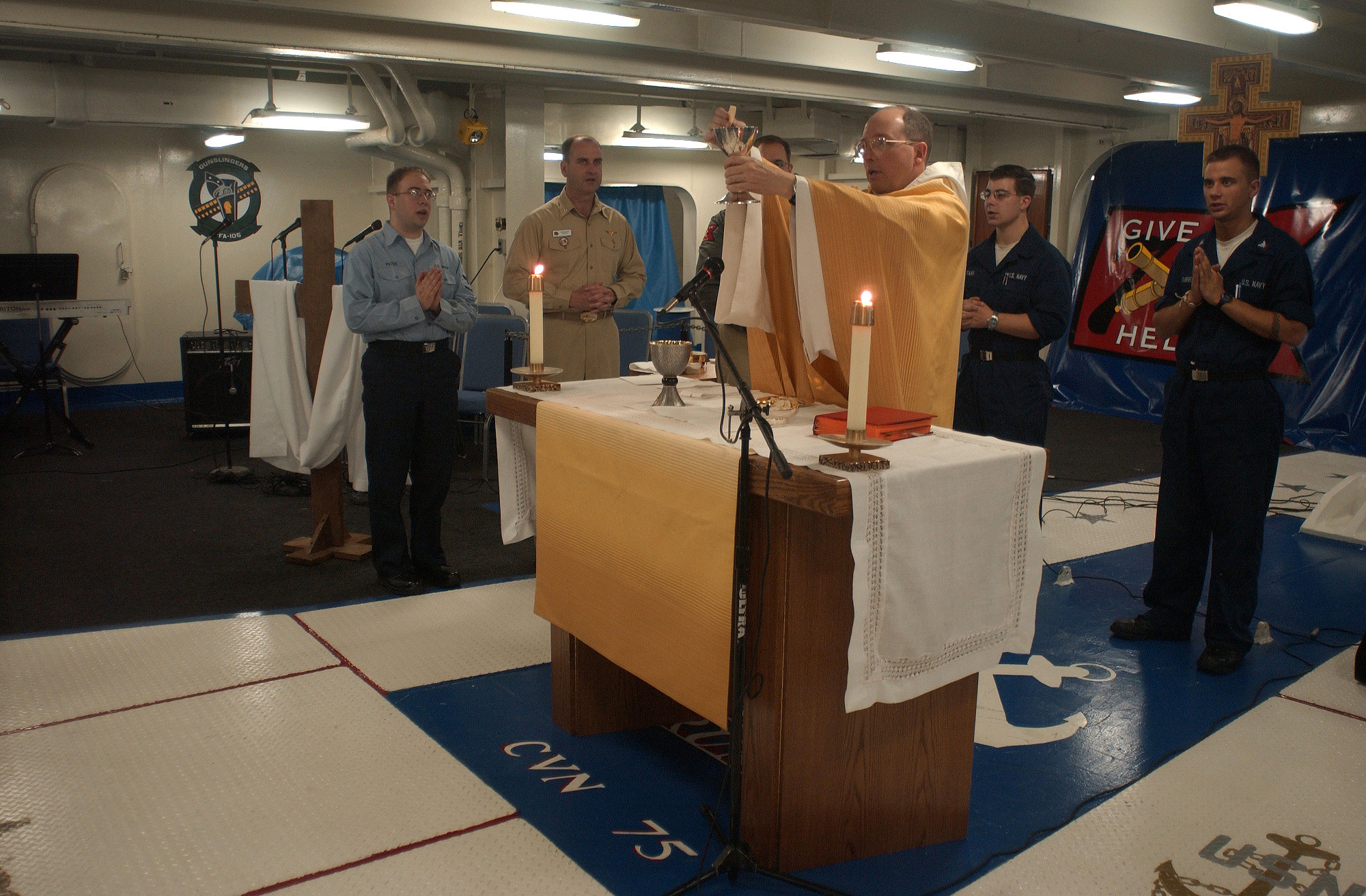
空母ハリー・S・トルーマン 艦内で、復活祭のミサを司式するカトリック教会の従軍司祭と、参祷する乗組員達（2004年4月11日）

従軍聖職者の歴史的な起源は古く、遅くとも4世紀のローマ帝国軍には既に存在していたようである。公式に軍務の一環として認められたのは、742年にレーゲンスブルクの会議で聖ボニファティウスが従軍聖職者の職務を軍務として認めたことに始まる。従軍聖職者は軍人ではあるが衛生要員と同じく中立として扱われ、このことは1864年のジュネーブ条約第2条でも規定されている。社会における宗教の関わり方が多様化、複雑化したことは、従軍聖職者の役割をより重要なものとし、兵士個々人と部隊全体の精神状態を良好な状態に促す機能を果たしてきた。
現代の軍事組織において、部隊の規模が拡大するに従って従軍聖職者も増員されており、例えば第一次世界大戦のアメリカ陸軍では2363名の従軍聖職者が従事し、アメリカ海軍では203名が従事していた。これほどの規模になった従軍聖職者の部隊は、部隊長となったジョン・B・フライザーによって初めて組織化され、アメリカ外征軍 (American Expeditionary Force, AEF) では聖職者が体系的に運用された。第一次世界大戦の経験と第二次世界大戦の総動員では、従軍聖職者がかつてない規模で運営され、民間人の聖職者が従軍聖職者として従事し、9117名の従軍聖職者が陸軍で勤務し、2934名が海軍で任務に従事した。
今日において従軍聖職者の任務は、礼拝や教育、記念行事などの宗教に関連する式典を執り行うだけでなく、戦場や医療の現場で臨終の人員を見取ることだけに留まっていない。平時における軍人や軍属などに対して宗教教育や統率訓練、部隊や将兵に対する精神面からの支援などに拡大し続けている。
従軍聖職者は大学の神学部や神学校を卒業して牧師の資格を持つ者にとっては、徴兵・志願兵を問わず軍隊に入隊する場合に人気のある兵科である。
国や時代によって差があるため絶対とは言えないが、一般的に聖職者は医師などと同等の「特殊で高度な技能の持ち主」とみなされるため、士官（もしくは士官相当の軍属）の階級で勤務する場合が多い。

## 国際法上の保護資格
従軍宗教者はその任務の専門性と特殊性から、戦時国際法では衛生兵とほぼ同等の保護資格が与えられており、ジュネーヴ諸条約第一追加議定書第8条及び第43条第2項により、軍等における、専ら宗教上の任務に従事する軍人又は文民は、非戦闘員と明確化されている。
また、保護資格者（宗教要員）であることを示す特殊標章は医療要員と同じ赤十字（赤新月等含む）のマークである。

## 日本
近世以前には、軍に帯同して瀕死の負傷者のための念仏や戦死者の弔いを行い、通行の自由を活かして使僧として活動する陣僧が存在した。また、戦傷を治療する金創医としての役割を行っていた医僧（僧医）もいた。
近代以降の旧日本軍においては、仏教の諸宗派が軍人への布教を主な目的として派遣した従軍布教師（もしくは従軍布教徒。従軍僧ともいう。）が存在した。従軍布教師は現地軍部の指揮の下、軍人への布教の他、戦闘への参加、戦死者・戦病死者の葬送（野戦葬）、駐屯地への慰問活動、占領地の民衆への宣撫と開教の準備工作など多様な活動を行った。布教師を派遣した宗派は、天台宗、真言宗、浄土宗、曹洞宗、法華宗・日蓮宗、浄土真宗本願寺派（西本願寺）、真宗大谷派（東本願寺）などがある。従軍布教は1894年（明治27年）の日清戦争から始められ、軍部の許可のもと主に朝鮮半島で活動し、戦後の台湾領有化の際にも軍に帯同している。日露戦争では主に満州で活動したが、この戦争で従軍布教に最も積極的に取り組んだのが本願寺派であった。従軍布教は戦時奉公の柱のひとつと考えられ、日本軍の海外派兵規模の拡大とともに、布教師の派遣数も増大していった。
1899年(明治32年）には、アメリカ人牧師のエステラ・フィンチ（後に帰化し星田光代に改名）が横須賀市に陸海軍人伝道義会を設立し、キリスト教の布教を始めた。また、1922年（大正11年）8月には陸軍内のキリスト教信仰者による月例の会合が始まり、コルネリオ会と名付けられた。
なお、旧日本軍では聖職者でも一般人と変わらず徴兵の対象とされたので、神職や僧侶、神父、牧師などの資格を持つ軍人が、臨時に従軍神主や従軍僧などの役割を行う場合があった。
現在の自衛隊においては、日本国憲法第20条および第89条の政教分離原則に伴い、宗教活動に従事する職種（兵科）は存在しない。ただし、護衛艦の艦内神社や駐屯地に神棚を祀る行為、神道形式の装備品のお祓いなどが任意で行われている。コルネリオ会は大戦による中断を経て、1957年（昭和32年）に「キリスト教自衛官幹部会」の名で再興し、クリスチャンの自衛官やその家族が所属する「防衛関係キリスト者の会」として存続している。

## ロシア
宗教に不寛容であったソビエト連邦時代には存在しなかったが、21世紀のロシア軍には従軍聖職者が存在する。
2022年ロシアのウクライナ侵攻では、ロシア領内に飛来したウクライナ側のミサイルにより従軍聖職者1人が死亡したことが報道された。

## リンク
- ChapNet: U.S. Army Chaplain Corps